# بازشاپرکان
بازشاپرکان یا بازبیدان گروهی از پروانه‌ها و نام یک تیره (نام علمی: Sphingidae) از بالاخانواده ابریشمی‌واران است.